# Pustka (astronomia)
Pustka – obszar przestrzeni kosmicznej o średnicy w przedziale od kilkudziesięciu do kilkuset milionów lat świetlnych, otoczony ze wszystkich stron supergromadami, zgrupowanymi we włókna. Jest to element wielkoskalowej struktury Wszechświata; uważa się, że w większej skali Wszechświat jest już jednorodny.
Kosmiczne pustki zawierają tylko niewielką ilość materii świecącej i ciemnej. W ich wnętrzach obserwuje się zaledwie po kilka, kilkanaście galaktyk.

## Galeria

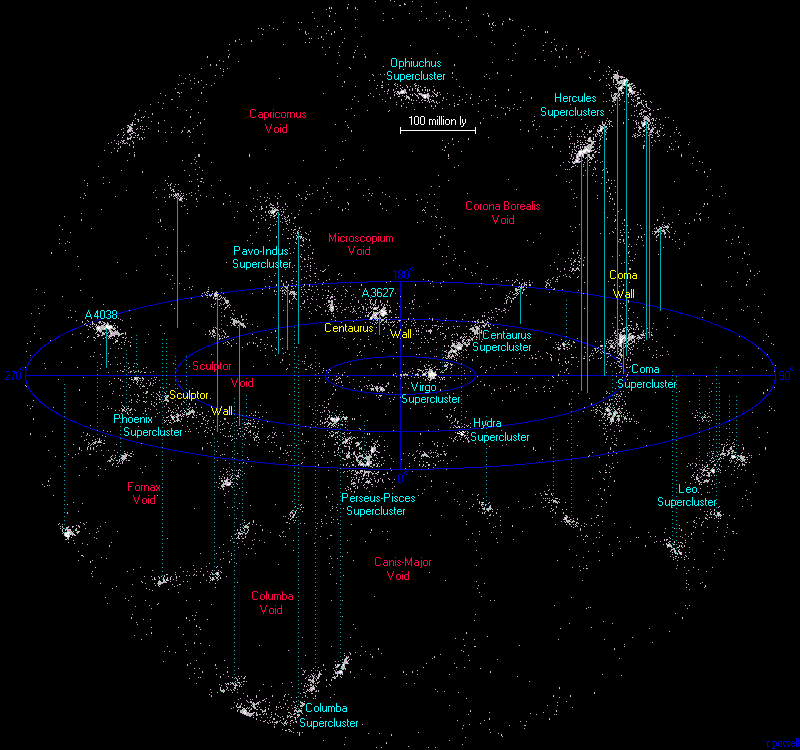
Wszechświat w promieniu 500 milionów lat świetlnych, widoczne najbliższe włókna i mniejsze pustki
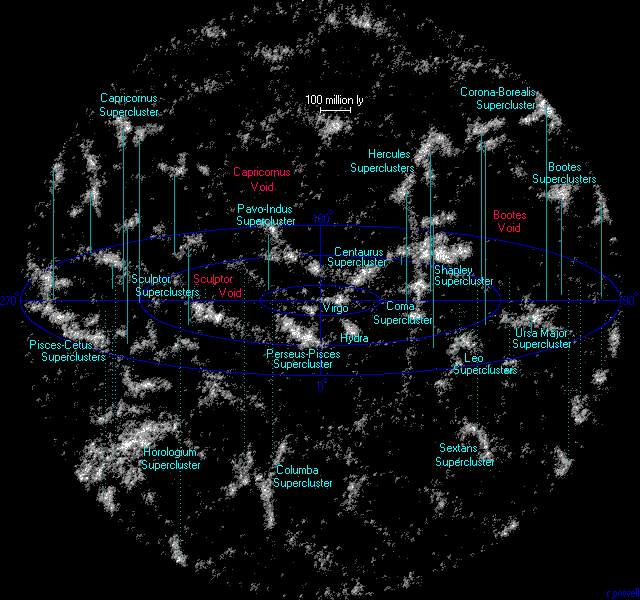
Wszechświat w promieniu 1 miliarda lat świetlnych (307 Mpc) od Ziemi, z czytelną strukturą włókien i rozdzielających je pustek
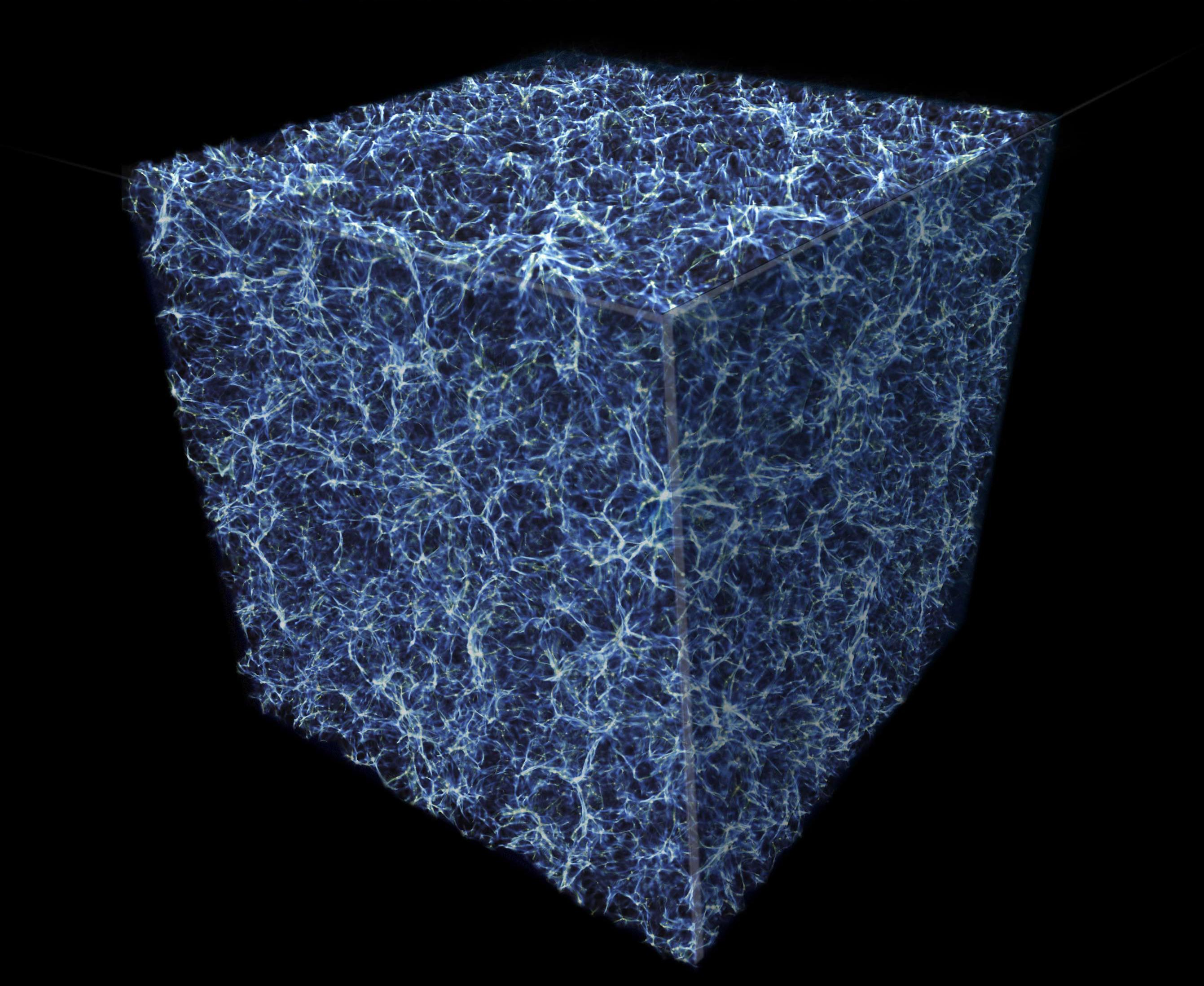
Struktura Wszechświata. Model rozkładu masy w sześciennym wycinku części Wszechświata. Niebieskie struktury włókien stanowią materię (głównie ciemną materię) oraz puste obszary przedstawiające kosmiczne pustki.
Tworzenie się wielkoskalowych struktur Wszechświata. W sześcianie o rozmiarach 43x43x43 megaparseka przedstawiono ewolucję struktury wielkoskalowej w okresie (w skali logarytmicznej) począwszy od wartości przesunięcia ku czerwieni wynoszącej 30 a kończąc na przesunięciu ku czerwieni o wartości 0. Model pokazuje, jak regiony o gęstej materii kurczą się na skutek sił grawitacji, a jednocześnie powoduje to ekspansję pustek kosmicznych, ponieważ materia ucieka do włókien.